# Loeseneriella urceolus
Loeseneriella urceolus là một loài thực vật có hoa trong họ Dây gối. Loài này được (Tul.) N. Hallé mô tả khoa học đầu tiên năm 1978.